# Coelometopon granulatum
Coelometopon granulatum är en skalbaggsart som beskrevs av Perkins 2005. Coelometopon granulatum ingår i släktet Coelometopon och familjen vattenbrynsbaggar. Inga underarter finns listade i Catalogue of Life.